# Uziemnik
Uziemnik (ang. earthing switch) – łącznik elektryczny przeznaczony do uziemiania torów prądowych. 
Uziemniki inaczej noże uziemiające stosuje się ze względów eksploatacyjnych. Są przeznaczone do zwierania i uziemiania odłączonych obwodów i urządzeń. Podczas prac i napraw urządzeń SN, WN i NN obsługa stacji musi być zabezpieczona przed porażeniem. Miejsce pracy musi być uziemione. Na przykład bezpieczeństwo prac konserwacyjno-remontowych przy wyłączniku wymaga otwartych odłączników po obu stronach wyłącznikach i obustronne uziemienie wyłączonej części pola. Względy bezpieczeństwa uzasadniają zatem bezwzględną konieczność stosowania uziemników. 
Uziemniki mogą być wyposażone w łączniki pomocnicze umożliwiające wykonanie sygnalizacji, blokowania i zdalnego sterowania. 

## Parametry i dobór
Uziemniki cechują następujące parametry:
- napięcie znamionowe
- wytrzymałość dynamiczna
- wytrzymałość cieplna
- rodzaj napędu

Dobór parametrów uziemników przebiega analogicznie jak parametrów odłączników.